# 原田要暢
原田 要暢（はらだ としのぶ）は、日本の財務官僚。財務省北海道財務局長兼財務総合政策研究所北海道研修支所長等を経て、東京信用金庫代表理事。

## 人物・経歴
兵庫県出身。1983年関西大学経済学部卒業、大蔵省入省。関東財務局総務部総務課長、近畿財務局理財部金融監督官等を経て、2005年財務省関東財務局理財部金融監督官。2007年財務省大臣官房地方課業務調整室長。財務省近畿財務局理財部長、財務省関東財務局理財部長、独立行政法人造幣局総務部長等を経て、2016年財務省北海道財務局長兼財務総合政策研究所北海道研修支所長。2017年退官、北おおさか信用金庫顧問。2018年北おおさか信用金庫常務理事。2019年オールニッポン・アセットマネジメント監査役。2022年東京信用金庫専務理事（代表理事）。